# Skeppsmaln

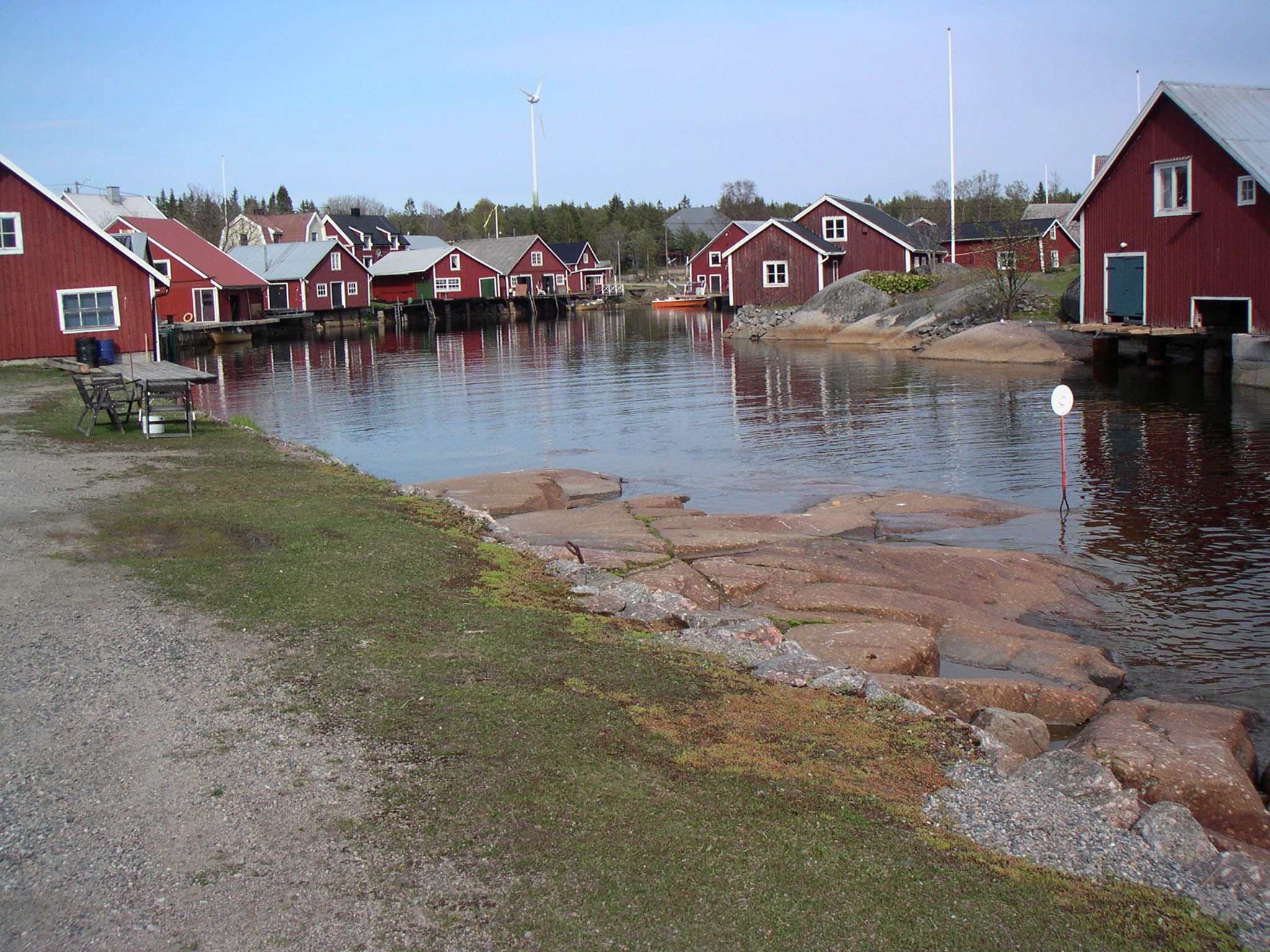
Hamnen i Skeppsmaln.

Skeppsmaln är ett fiskeläge i Grundsunda socken i Örnsköldsviks kommun, 18 kilometer sydost om Örnsköldsviks tätort, nära fyren Skagsudde. 
Vid Skeppsmaln finns tomtningar där brända sälben har hittats. Enligt analyser med C14-metoden har tomtningarna använts under vendeltid och tidig medeltid. Dessa tomtningar anses vara lämningar efter övernattningar i samband med tillfälliga jakt- eller fisketurer.
Fast bosättning har förekommit åtminstone sedan 1682. Platsen kallades då för Skärsmaln och var ett skär skilt från fastlandet. Gävlefiskarna bedrev fiske i Skeppsmaln, och enligt Abraham Hülphers kom 16 fiskare hit sommartid i slutet av 1700-talet. För detta betalades arrende till bönderna i Ällö by.
Gävlefiskarna bodde i Skeppsmaln från maj till september. Fångsten saltades ned och fördes med tillbaka till Gävle. År 1884 slog sig gävlebon Per Olof Högberg ned för gott i Skeppsmaln och hans exempel följdes snart av flera. Alla inflyttade gävlebor stannade dock inte i Skeppsmaln utan en del av de inflyttade skaffade sig hemman i närbelägna byar.

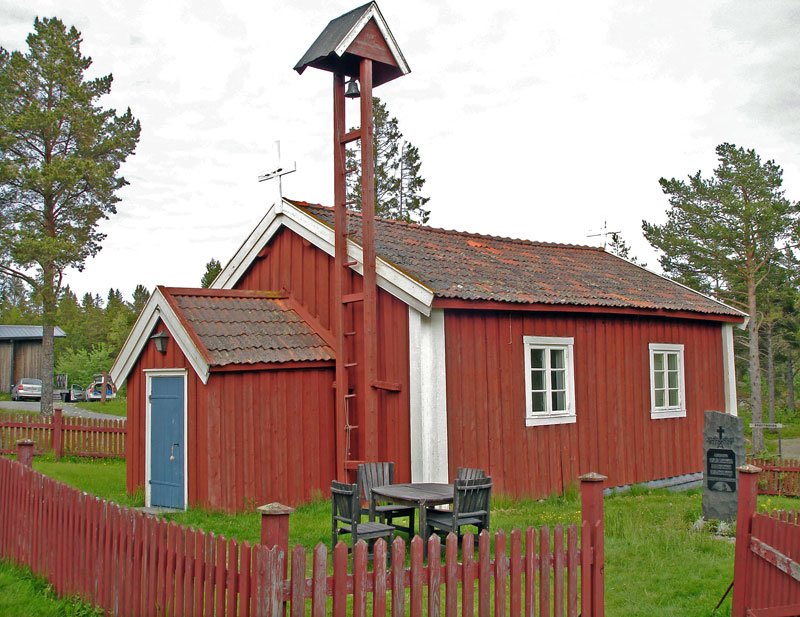
Skeppsmalns kapell.

Fiskarna bevistade till att börja med gudstjänster i Skagshamn, men omkring sekelskiftet 1800 uppfördes Skeppsmalns kapell.
Fram till mitten av 1800-talet kunde man ta sig till hamnen från öster genom ett inlopp som kallades för Lillhamnhålet. Skagsudde var då en ö helt omfluten av vatten. Till följd av landhöjningen försvann förbindelsen österut och kvar blev det nuvarande inloppet åt väster, Storhamnhålet. Den nuvarande hamnanläggningen tillkom 1907.
Genom landhöjningen blev det stora skär där Skeppsmaln ligger också en del av fastlandet. Även därefter skedde dock förbindelserna länge med båt från Skagshamn. Först 1946 anlades väg till Skeppsmaln. Därefter fanns under en period en populär festplats med dansbana i anslutning till fiskeläget.
I Skeppsmaln finns världens enda surströmmingsmuseum Fiskevistet. 
För närvarande finns ett tiotal åretruntboende och en mängd sommarstugor i Skeppsmaln.